# Sam Schachter
Sam Schachter (Toronto, 8 maggio 1990) è un giocatore di beach volley canadese.
Nel 2015 Schachter gareggiato ai Giochi panamericani del 2015 a Toronto, insieme a Josh Binstock dove si è classificato 8°. Schachter si è qualificato per competere, insieme al socio Josh Binstock, alle Olimpiadi estive 2016.